# Thierry Beccaro
Pour les articles homonymes, voir Beccaro.
Thierry Daniel Hervé Beccaro, né le 19 octobre 1956 à Saint-Mandé, est un acteur et animateur audiovisuel français. Il est principalement connu du grand public comme présentateur du jeu télévisé Motus sur France 2 de 1990 à 2019.
Le 26 février 2021, l’animateur lance sa chaîne Twitch.

## Biographie

### Origines
Fils de Warner Beccaro, italien d'origine piémontaise et de Lilianne Bronnec, militaire, il grandit à Mantes-la-Jolie.

### Carrière d'animateur

#### Radio
Thierry Beccaro commence sa carrière en 1978 à Radio France au service des droits d’auteur, puis devient assistant de Macha Béranger. En 1981, il devient reporter pour Radio bleue, puis anime sa première émission radiophonique Grand-mère et boule de gomme.[réf. nécessaire]
En 1983, il anime les matinées et les débuts d’après-midi sur Radio France, puis sur France Inter[réf. nécessaire].
Dans les années 1990, il travaille sur RMC dans l'émission Baccara chez Beccaro de 16 h 30 à 18 heures.
Il est au micro de MFM Radio le samedi à midi pour l'émission En mode Beccaro du 12 septembre 2015 au 2 juillet 2016.

#### Télévision
En 1983, il effectue une animation brève de La Une chez vous sur TF1. Toujours sur la première chaîne, au milieu des années 1980, il devient speaker et sera l'une des voix-off des bandes-annonces.
En février 1984, il anime le jeu des téléspectateurs dans l'émission Cadence 3 présentée par Guy Lux sur FR3.
En septembre 1987, il arrive sur Antenne 2. Il anime l’émission Matin Bonheur jusqu'en janvier 1990.
Au cours de l'été 1988, à l'occasion du Tour de France à la voile, il est à la tête de l'animation du télé-crochet Bing Parade. Chaque après-midi, dans une ville de bord de mer française, des amateurs chantent devant le public et un jury composé essentiellement de figures locales. L'émission propose également un tour en ville et fait le point sur la course. Du 8 janvier au 22 juin 1990, il anime l’émission Après-midi show avec la complicité de Perrine Dufoix. Le divertissement est composé de plusieurs rubriques, de variétés et de sketches.
Du 25 juin 1990 au 31 août 2019, Antenne 2 (puis France 2) diffuse le jeu quotidien Motus. Le jeu deviendra populaire et permet à l'animateur d'acquérir une plus grande notoriété [réf. nécessaire].
De 1991 à 1993, il anime Samedi Bonheur sur le même modèle que Matin Bonheur auparavant.
Le 9 mai 1992, pour Antenne 2, il commente en direct le 37e Concours Eurovision de la chanson à Malmö en Suède.
Il anime le jeu de rébus Dingbats du 4 juillet 1992 au 2 janvier 1993 avant d'être remplacé par Laurent Petitguillaume. En 1993, il anime La Nuit des rigolos avec Valérie Maurice en première partie de soirée sur France 2.
De 1995 à 1997, il anime 40° à l'ombre sur France 3, un divertissement proposant des variétés et des rubriques sur la vie quotidienne, la mode, les animaux, l'horoscope, la séduction, etc., en direct l'après-midi depuis une station balnéaire française. Il anime l'émission avec Marie-Ange Nardi en 1995 et 1997, Isabelle Martinet en 1996 et Patrice Laffont en 1997. En 1999 et 2000, il présente C'est l'été, une émission similaire avec différents chroniqueurs tels que Guy Lecluyse.
Durant l'été 1998, il anime l'émission Jeux de comédie en access prime-time sur France 2.
Il anime en première partie de soirée Y a quoi à la télé le 14 novembre 1998 et Parlez-moi d’amour en 2000. En 2003, il présente avec Sandrine Quétier Le Grand Code du savoir-vivre.
Entre 2005 et 2007, il présente l'émission Le Grand Zapping de l'humour, diffusée le week-end sur France 2.
Il participe à divers programmes tels que Surprise sur prise ou le Téléthon (décembre 2006, avec Frédéric Courant et Jamy Gourmaud, animateurs de l'émission C'est pas sorcier).
Par ailleurs, Thierry Beccaro, tout comme Laurence Ostolaza, Isabelle Martinet et Laurent Romejko, remplace William Leymergie pendant ses vacances à la présentation de Télématin, puis son successeur Laurent Bignolas.
Pendant l'été 2009, il présente Slam, un jeu matinal sur France 2 (qui sera ensuite transféré l'après-midi sur France 3 et animé par Cyril Féraud). Du 4 septembre 2010 au 25 juin 2011, il présente le jeu Réveillez vos méninges.
Depuis 2011, il participe au Grand Concours des animateurs sur TF1.
Durant l'été 2011, il anime, en compagnie de Julie Raynaud, Partez tranquilles France 2 s'occupe de tout diffusé le dimanche à 18 h 50.
À partir de 2018, il participe ponctuellement au jeu Tout le monde a son mot à dire, sur France 2, dans l'équipe des candidats.
Il annonce en mai 2019 qu’il quitte Motus à la rentrée 2019, après vingt-neuf ans de présentation, ainsi que la présentation en joker de Télématin à la fin août 2019. Il quitte France 2 et France Télévisions, pour envisager de nouveaux projets.

### Activités de comédien
En plus de la télévision, Thierry Beccaro se produit également sur scène. Il a notamment joué dans les amphithéâtres du conservatoire de Meudon, dans ceux du Cours Chabrier.
Il a suivi les cours de Jack Waltzer (en) à l'Actors Studio de Paris.
Ensuite, il s’est essayé au vaudeville : Le Saut du lit, Boeing Boeing, Le Voyage de noces, L’Appart.
On le retrouve dans des registres plus sérieux où il a interprété Nikkos dans Sans rancune, Trissotin dans Les Femmes savantes, ou encore Charles VII dans L’Alouette. Dans Faux Frères, il a joué le rôle d’un directeur de communication en pleine crise de milieu de vie.
En 2001, il apparaît dans le film Art'n Acte Production de Farid Dms Debah[réf. non conforme].
En 2005 et en 2006, il fait partie des aventures théâtrales et télévisées Un fil à la patte (Fernand de Bois d'Enghien) et Trois jeunes filles nues (un matelot) aux côtés des animateurs et journalistes de France 2, pièces qui connaîtront un réel succès. En 2007, il réitère l'expérience avec tous les collègues de France 2, en jouant dans la fiction Trois contes merveilleux (Victor dans Barbe-Bleue).
En 2005, il joue dans une pièce d’Olivier Lejeune, Dévorez-moi et en 2010 dans la pièce de Pierre-Olivier Scotto, Coach.
Il a également joué au cinéma dans L'Union sacrée, L’Appât, Delphine 1, Yvan 0, Le Roman de Lulu. Mais c'est surtout dans des séries télévisées qu'il apparaît comme acteur : Père et maire, R.I.S Police scientifique, Les Cordier, juge et flic, Avocats et Associés.
En 2015 et 2016, il joue, parmi les autres animateurs de France 2, dans le vaudeville diffusé pour Noël par la chaîne, L'Hôtel du Libre-échange et Un chapeau de paille d'Italie.

### Engagements
Il est nommé ambassadeur de l'UNICEF France en mars 2019 à son retour d'une mission en Côte d'Ivoire. À ce titre, il accorde le 7 mai 2019 un entretien au média en ligne Brut dans lequel il décrit la maltraitance physique et psychologique dont il a fait l'objet durant son enfance.
Il témoigne dans l'émission Infrarouge : Bouche cousue diffusée sur France 2 le 18 novembre 2020 à la suite du téléfilm La Maladroite.
En 2023, il interprète son propre rôle dans le téléfilm Je suis né à 17 ans, adapté de son livre confession du même nom sorti en 2018, sur les conséquences de la maltraitance subie de la part de son père.

## Résumé de carrière

### Publication
- 2018 : Je suis né à 17 ans, autobiographie où il raconte son enfance en tant qu'enfant battu[18], Plon  (ISBN 978-2259260077) / Mon Poche (ISBN 978-2379130465). Cet ouvrage servira de support à un téléfilm réalisé par Julien Seri en 2022, dans lequel il interprète le rôle principal (Thierry)[19].

### Théâtre
Sauf indication contraire ou complémentaire, les informations mentionnées dans cette section peuvent être confirmées par la base de données Les Archives du spectacle.
- 1993 : Sans rancune d'après Sam Bobrick et Ron Clark, adaptation de Jean Poiret.
- 1993 : Boeing Boeing de Marc Camoletti, mise en scène de l'auteur, Théâtre Michel.
- 1993 : Les Femmes savantes de Molière.
- 1993 : Du vent dans les branches de Sassafras de René de Obaldia.
- 1993 : Les Diablogues de Roland Dubillard.
- 1993 : Les Émigrés de Sławomir Mrożek.
- 1995 :  Le Saut du lit de Ray Cooney.
- 1996 : L'Alouette de Jean Anouilh.
- 1997 : Voyage de noces de Marc Camoletti, mise en scène de l'auteur, Théâtre Michel.
- 1998-2000 : L'Appart de David Clair, mise en scène de Guy Gravis.
- 2000 : Faux Frère(s) de Pierre-Olivier Scotto et Martine Feldmann, mise en scène Martine Feldmann.
- 2001 : Faux Frère(s) de Pierre-Olivier Scotto et Martine Feldmann, mise en scène Martine Feldmann, Théâtre Le Ranelagh.
- 2002 : Faux Frère(s) de Pierre-Olivier Scotto et Martine Feldmann, mise en scène Martine Feldmann, Théâtre du Chêne noir, Petit Théâtre de Paris.
- 2002 : Poivre de Cayenne de Obaldia.
- 2002 : Providence café, mise en scène de Mohamed Rouhabi, Théâtre du Rond-Point.
- 2005 : Un fil à la patte de Georges Feydeau, mise en scène de Francis Perrin, Théâtre des Variétés, retransmission sur France 2 : Le comte Fernand de Bois d'Enghien.
- 2007 : Prédateurs de Pierre-Olivier Scotto, mise en scène Marion Sarraut, Théâtre Rive gauche.
- 2007 : Jeux d'rôles, mise en scène de Marion Sarraut, Théâtre Rive Gauche.
- 2010 : Coach de Pierre-Olivier Scotto, mise en scène Pierre-Olivier Scotto, Théâtre Saint-Georges.
- 2010 : C'est pas le moment ! de Jean-Claude Islert, mise en scène Jean-Luc Moreau, Théâtre Saint-Georges.
- 2014 : Marié à tout prix ! de Nicolas Hirgair, mise en scène Luq Hamett, tournée.
- 2015 : L'Hôtel du libre échange de Feydeau, mise en scène Raymond Acquaviva, Théâtre André Malraux, France 2 : Monsieur Pinglet.
- 2016 : Un chapeau de paille d'Italie de Eugène Labiche, mise en scène Raymond Acquaviva, Théâtre André Malraux. Retransmission sur France 2 : Nonancourt, père de la mariée.
- 2017 - 2018 : L'un n'empêche pas l'autre d'Éric Le Roch, mise en scène de l'auteur, tournée.
- 2019 : Faut que ça change d'Éric Le Roch, mise en scène de l'auteur, tournée.
- 2021 : Les Cachottiers de Luc Chaumar, mise en scène Olivier Macé, tournée.
- 2023 : Sans rancune d'après Sam Bobrick et Ron Clark, adaptation de Jean Poiret, mise en scène Jeoffrey Bourdenet, Théâtre Hébertot.
- 2024 : On dînera au lit de Marc Camoletti, mise en scène Jeoffrey Bourdenet, tournée et Théâtre Tête d'or.
- 2024-2025 : L'Amour à la Menthe, premier seul en scène.

### Filmographie
Cette section concerne seulement les fictions.
 Sauf indication contraire, les informations mentionnées dans cette section peuvent être confirmées par les bases de données cinématographiques IMDb et Allociné,  présentes dans la section « Liens externes ».

#### Cinéma
- 1989 : L'Union sacrée d'Alexandre Arcady : Santoni
- 1990 : Le Dénommé (oublie que tu es un homme) de Jean-Claude Dague
- 1995 : L'Appât de Bertrand Tavernier : l'animateur de jeu télévisé
- 1996 : Delphine 1, Yvan 0 de Dominique Farrugia : l'animateur de jeu télévisé
- 2001 : Le Roman de Lulu de Pierre-Olivier Scotto
- 2001 : Art’n Acte Production de Farid Dms Debah : invité des "Visions d'or"
- 2010 : Amélie au pays des Bodin's d'Éric Le Roch : François Becourt
- 2018 : McWalter 3 (court métrage) de Florent Bernard : lui-même

#### Télévision
- 1981 : Marie-Marie (série télévisée)
- 1986 : Julien Fontanes, magistrat - épisode Les Nerfs en pelote : un journaliste de télévision
- 1995 : Cluedo (série télévisée) - épisode La Tactique du critique : Jules Ferrand
- 2000 : La Cape et l'Épée - épisode I got da blues : lui-même
- 2001 : Avocats et Associés - épisode Les Apparences : Christophe Poussard
- 2001 : La Crim' - épisode Meurtre chez les baveux : Maître Debetz
- 2001 : Un gars, une fille (série télévisée) – Spéciale Nouvel An avec des gars et des filles célèbres
- 2002 : Les Cordier, juge et flic - épisode Otages : Morelli
- 2003 : Père et Maire - épisode Association de bienfaiteurs : le lieutenant Lafeuille
- 2003 : Les Cordier, juge et flic - épisode Adieu Mulet : Jourdan, directeur des programmes de la chaîne télévisuelle MDM
- 2004 : Louis Page - épisode Affaires secrètes : Maître Santini
- 2005 : L'Homme qui voulait passer à la télé (téléfilm)
- 2005 : La Famille Zappon (téléfilm)  : Ulysse
- 2006 : Du goût et des couleurs : Gilles Amyot
- 2006 : Trois jeunes filles nues : un matelot de l'Espadon
- 2007 : Trois contes merveilleux - segment Barbe Bleue : Victor
- 2007 : Sous le soleil - épisode Retour aux sources : Pierre, responsable d'une maison de hippies
- 2009 :  R.I.S Police scientifique - épisode Mise à l'épreuve : responsable du musée
- 2015 : Ma pire angoisse - épisode La Menace : lui-même
- 2015 : Le Tour du Bagel - épisode Cours de chômage de Félix Guimard (Studio Bagel) : caméo
- 2020 : Commissaire Magellan - épisode Sang d'encre réalisé par Etienne Dhaene : Édouard/Didier
- 2021 : La Guerre des trônes, la véritable histoire de l'Europe : Philippe d'Orléans
- 2022 : Je suis né à 17 ans (téléfilm) de Julien Seri : Thierry
- 2023 : Les Kassos (série d'animation) : Garde Squid Game/Lui-même

### Parcours à la radio
Sauf indication contraire, les assertions de cette section sont sourcées dans la section « Biographie » du présent article
- 1978-1981 : collaborateur de Radio France au service des droits d’auteur, puis assistant de Macha Béranger
- 1981-1983 : reporter pour Radio bleue puis animateur de l'émission Grand-mère et boule de gomme
- 1983 : animateur des matinées et des débuts d’après-midi sur France Inter.
- Années 1990 : animateur de l'émission quotidienne Baccara chez Beccaro sur RMC
- 2015-2016 : animateur de l'émission hebdomadaire En mode Beccaro le samedi sur MFM Radio

### Parcours à télévision

#### Présentateur
- Août 1985 : La Une chez vous sur TF1
- 1983-1987 : speaker sur TF1
- 1984 : Cadence 3 sur FR3
- 1987-2019 : Télématin sur Antenne 2 puis France 2 : présentateur remplaçant
- 1987-1990 : Matin Bonheur sur Antenne 2
- 1988 : Bing Parade sur Antenne 2
- 1990 : Après-midi show sur Antenne 2
- 1990-2019 : Motus sur Antenne 2 puis France 2
- 1991-1993 : Samedi Bonheur FR3 puis sur France 3
- 1992 : Concours Eurovision de la chanson sur Antenne 2 :  commentateur
- 1992-1993 : Dingbats sur Antenne 2 puis France 2
- 1993 : La Nuit des rigolos sur France 2 (avec Valérie Maurice)
- 1995 : Concours Eurovision de la chanson (France 2) : porte-parole du jury français
- 1995-1997 : 40° à l'ombre sur France 3
- 1998 : Jeux de comédie sur France 2
- 1998 : Y a quoi à la télé sur France 2
- 1999-2000 : C'est l'été sur France 3
- 1999 : SuperLoto sur France 2 avec Pépita
- 2000 : Parlez-moi d’amour sur France 2
- 2003 : Le Grand Code du savoir-vivre sur France 2 : coanimation avec Sandrine Quétier
- 2005-2007 :  Le Grand Zapping de l'humour sur France 2
- 2006 : Téléthon sur France 2
- 2009 : Slam sur France 2 : animateur
- 2010-2011 : Réveillez vos méninges sur France 2
- 2011 : Partez tranquilles France 2 s'occupe de tout sur France 2 : coanimation avec Julie Raynaud
- 2013-2014 : La Nuit du ramadan sur France 2 avec Myriam Seurat

#### Participant
Cette section n'a pas vocation à lister les émissions dans lesquelles Thierry Beccaro est un simple invité.
- 1993 : Que le meilleur gagne - Spécial Télévision
- 1998 : Le Kadox
- 2004 : Les 40 ans de la 2 (documentaire) de Jérôme Revon sur France 2
- 2007-2010 : En toutes lettres sur France 2
- Depuis 2011 : Le Grand Concours des animateurs sur TF1 - candidat régulier
- 2013-2015 : Mot de passe sur France 2
- 2018 : Tout le monde a son mot à dire sur France 2
- 2018 : Fort Boyard sur France 2
- 2019 : Soirée pyjama sur TMC